# موريهيرو سايتو
موريهيرو سايتو (斉 藤 守 弘 سايتو موريهيرو، ولد في 31 مارس 1928، وتوفي 13 مايو 2002) كان معلما كبيرا لفنون الدفاع عن النفس اليابانية أيكيدو، له العديد من الطلاب في جميع أنحاء العالم. ممارسة المعلم سايتو للأيكيدو امتدت إلى 56 عاما، من سن 18 عاما، عندما اجتمع لأول مرة مع مؤسس الآيكيدو موريهيه أويشيبا، حتى وفاته في عام 2002.

## سيرة حياته
ولد في محافظة إيباراكي، اليابان في 31 مارس 1928، نشأ وترب في قرية زراعية للفقراء، خلال سنة 1930 و 1940، في هذه الفترة فنون الدفاع عن النفس من كيبو وجوجو تُعلم في المدارس اليابنية، واختار سايتو دراسة وتعلم الكيندو، السنوات التي أعقبت الحرب العالمية الثانية، كان ممارسة فنون الدفاع، وحمل السلاح ممنوع، فتوجه سايتو نحو كاراتيه شنتو - ريو في شودوكان في ميغورو. بسرعة، وصاحب العمل، اليابانية السكك الحديدية الوطنية، نقلوه إلى إيواما، حيث اضطر للعثور على فنون الدفاع عن النفس أخرى أنه يمكن ممارستها. التفكير في أن الجودو يمكن أن تكمل له كيندو المعرفة والكاراتيه، بدأ التدريب في دوجو من إيشيوكا. ومع ذلك، خلال صيف عام 1946، سايتو يسمع «رجل غريب القديم باستخدام التقنيات في الجبال القريبة من إيواما». لم يكن الناس يعرفون بالضبط ما يمارس هذا الرجل فنون الدفاع عن النفس، ولكن قال مدرب الجودو له ان هذا الرجل يدرس «أيوشيبا-ريو الجودو».

## تعرفه على مؤسس الآيكيدو
في يوليو 1946، القائد الأعلى للقوات المتحالفة، والمعروف من قبل القيادة العامة لاختصار في اليابان، حظر ممارسة فنون الدفاع عن النفس، مما اضطر أيوشيبا إلى الانسحاب الرسمي من الممارسة لعدة سنوات. تولى أيوشيبا هذه الفرصة للتقاعد في بلدة صغيرة من إيواما وتشارك في ممارسة التقشف (Shugyo). هذا هو بالتأكيد خلال هذه الفترة أيوشيبا أتقن ممارسته للأيكيدو.
فهو يقع في حوالي هذه الفترة التي انضم أيوشيبا سايتو في سن 18 عاما. كان هناك بالفعل طلاب الداخلي (ushi ده شى) لأيوشيبا دوجو: Kisshomaru أيوشيبا، كويتشي توهى وتاداشي آبي. وكان هذا أول اتصال، ولكن بعد أن ثابر السنوات القليلة أصبح سايتو واحد من أقرب طلاب أيوشيبا. بفضل وظيفته في شركة السكك الحديدية، والتي تناوب سايتو 24 ساعة عمل، خلال 24 ساعة من الراحة، وكان قادرا على ممارسة الايكيدو بانتظام أكثر من معظم الطلاب الآخرين. وهكذا خلال فترات أقاموا O'Sensei في إيواما، كان سايتو غالبا ما يكون شريك التدريب الوحيد للأيوشيبا خلال هذه السنوات، وكانت لديه فرصة فريدة للتدريب مع مؤسس (Aikiken) الصابر (السيف) وقذفة (Aikijo) هذه التدريبات مع وقت مبكر في الصباح وقبل وصول طلاب آخرين.

## روابط خارجية
- http://www.saitosensei.com
- http://www.takemusu.org